# Ann Widdecombe
Ann Noreen Widdecombe (Bath, 4. listopada 1947.), britanska je političarka i spisateljica, zastupnica u Europskom parlamentu iz redova Stranke Brexit.
Završila je studij filozofije te politike i ekonomije, a radila je i u Državnom vijeće Ujedinjenog Kraljevstva.
Widdecombe je poznata po socijalno konzervativnim stavovima te je bila pripadnicom organizacije Conservative Christian Fellowship. U političkom je djelovanju poznata po pro-life stavovima, protivljenju jačanja utjecaja LGBT zajednice, a između ostalog je i velika protivnica lova na lisice. Istovremeno je i euroskeptik i apologetica vrijednosti Katoličke Crkve.
Od 1976. do 2019. bila je članicom Konzervativne stranke, nakon čega prelazi u tada novoosnovanu stranku Brexit predvođenu Nigelom Farageom. Iste godine stranka osvaja najveći broj mjesta od britanskih stranaka zastupljenih u Europskom parlamentu i Widdecombe postaje zastupnicom.
Autorica je šest knjiga, a 2013. godine Sveta Stolica uručila joj je Orden svetog Jurja Velikog. 

## Vanjske poveznice
- Službena stranica